# サバセダ・フィンズ
サバセダ・フィンズ（Savatheda Fynes、1974年10月17日 - ）は、バハマの陸上競技選手。2000年シドニーオリンピックの金メダリストである。

## 経歴
フィンズは、1999年のセビリアで開催された世界選手権では100m、200mと4×100mリレーにエントリー。100mでは、でん部の筋肉の故障により準決勝で敗退。このため、200mではレースをすることなく棄権した。しかし、4×100mリレーでは、バハマチームのメンバーとして出場。ポーリン・デービス、デビー・ファーガソン、チャンドラ・スターラップとともに金メダルを獲得。彼女たちは「ゴールデンガールズ」と呼ばれるようになる。
フィンズは、2000年のシドニーオリンピックの代表選考の直前に起こした自動車事故のため練習が満足に行えなかったが代表に選ばれる。そして、オリンピックでは前年と同じ4×100mリレーに出場し、同じメンバーでバハマ初の金メダルを獲得。ゴールデンガールズを証明することとなった。バハマでは金メダルを祝して6日間ものフェスティバルが開催され、記念の金貨まで発行された。

## 自己ベスト
- 100m - 10秒91 (1999年)

## 主な実績
| 年   | 大会                     | 場所                       | 種目         | 結果      | 記録   |
| ---- | ------------------------ | -------------------------- | ------------ | --------- | ------ |
| 1995 | 世界陸上選手権           | イェーテボリ(スウェーデン) | 100m         | 6位（qf） | 11秒36 |
| 1995 | 世界陸上選手権           | イェーテボリ(スウェーデン) | 200m         | 6位（qf） | 23秒01 |
| 1995 | 世界陸上選手権           | イェーテボリ(スウェーデン) | 4×100mリレー | 4位       | 43秒14 |
| 1996 | オリンピック             | アトランタ(アメリカ合衆国) | 200m         | 6位（qf） | 23秒26 |
| 1996 | オリンピック             | アトランタ(アメリカ合衆国) | 4×100mリレー | 2位       | 42秒14 |
| 1997 | 世界陸上選手権           | アテネ(ギリシャ)           | 100m         | 3位       | 11秒03 |
| 1997 | 世界陸上選手権           | アテネ(ギリシャ)           | 4×100mリレー | 6位       | 42秒77 |
| 1998 | IAAFグランプリファイナル | モスクワ(ロシア)           | 100m         | 2位       | 11秒10 |
| 1999 | 世界陸上選手権           | セビリヤ(スペイン)         | 100m         | 6位（sf） | 11秒15 |
| 1999 | 世界陸上選手権           | セビリヤ(スペイン)         | 200m         | -（h）    | DNS    |
| 1999 | 世界陸上選手権           | セビリヤ(スペイン)         | 4×100mリレー | 1位       | 42秒92 |
| 2000 | オリンピック             | シドニー(オーストラリア)   | 100m         | 7位       | 11秒22 |
| 2000 | オリンピック             | シドニー(オーストラリア)   | 4×100mリレー | 1位       | 41秒95 |
| 2000 | IAAFグランプリファイナル | ドーハ(カタール)           | 100m         | 3位       | 11秒10 |
| 2002 | コモンウェルスゲームズ   | マンチェスター(イギリス)   | 100m         | 3位       | 11秒07 |
| 2002 | コモンウェルスゲームズ   | マンチェスター(イギリス)   | 4×100mリレー | 1位       | 42秒44 |
| 2003 | 世界陸上選手権           | パリ(フランス)             | 100m         | 6位（qf） | 11秒36 |
| 2003 | 世界陸上選手権           | パリ(フランス)             | 4×100mリレー | 3位（sf） | 43秒64 |
| 2005 | 世界陸上選手権           | ヘルシンキ(フィンランド)   | 4×100mリレー | -（sf）   | DNF    |

- sfは準決勝、qfは準々決勝、2次予選、hは予選